# 쿠바 여자 축구 국가대표팀
쿠바 여자 축구 국가대표팀은 쿠바를 대표하는 여자 축구 국가대표팀으로 쿠바 축구 협회에서 관리한다. 남자대표팀과 마찬가지로 북중미 여자 축구 최약체로 평가되는 팀이며 2007년 10월 3일 영국령 버진아일랜드를 상대로 치른 국제 A매치 첫 경기를 21-0 대승으로 장식하면서 첫 국제 경기를 치르자마자 쿠바 여자 축구 역사상 국제 경기 최다 점수차 승리를 기록했다.

## 국제 대회 경력

### CONCACAF W 챔피언십
2018년 대회를 통해 사상 첫 메이저 대회 본선 진출에 성공했지만 정작 본선에서는 코스타리카, 캐나다, 자메이카를 상대로 단 승점 1점도 얻지 못한 채 3전 전패로 일찌감치 대회를 마감했고 이 과정에서 단 1골도 넣지 못하고 무려 29골을 얻어맞았다.

## 성적

### FIFA 여자 월드컵
- 1991년~2007년: 불참
- 2011년~2019년: 진출 실패

### CONCACAF 여자 축구 선수권 대회
- 1991년~2006년: 불참
- 2010년~2014년: 진출 실패
- 2018년: 조별 리그

## 같이 보기
- 쿠바 축구 국가대표팀